# Смердье (озеро)
Смердье (устар. Смердо) — пресное озеро на юге Приморского района Архангельской области России. Площадь озера — 2,8 км², площадь водосбора — 17,1 км².
Озеро находится в Катунинском сельском поселении, рядом с федеральной трассой М8 «Холмогоры», в 35 км от Архангельска и в 5 км от Северной Двины.
На Смердье есть несколько мелких островков. Рядом находится несколько более мелких озёр: Среднее, Опогра, Стороннее, Заднее. В озеро через ручей впадает озеро Среднее, из Смердья вытекает река Смердье.
Озеро достаточно живописное и расположено удобно, недалеко от Архангельска. Достаточно популярное место отдыха горожан. На его берегу в посёлке Беломорье располагается санаторий «Беломорье».